# Буревестник (кинотеатр, Тольятти)
Буревестник — кинотеатр в городе Тольятти, расположенный на улице Карла Маркса, 27

## История
В Ставрополе (название Тольятти до 1964 года) первый киносеанс состоялся ещё в 1903 году. Тогда слесарь Василий Берляев во дворе своего дома № 120 на улице Соборной (в будущем Красноармейской) продемонстрировал первый для ставропольчан фильм. В дальнейшем кино показывали заезжие гастролёры в курзале санатория «Лесное».
Стационарный кинотеатр открылся в 1913 году. Владельцем «Ренессанса» был обрусевший поляк Трайнер. После Октябрьской революции кинотеатр был национализирован. В 1919 году администрация местной электростанции решила подзаработать денег с помощью кинематографа и купила новый киноаппарат. Однако в 1922 году всё имущество было продано, а средства пошли на помощь голодающим.
Вскоре кинотеатр был открыт вновь, теперь им владело местное добровольное пожарное общество. Фильмы демонстрировались 2-3 раза в неделю в зале на 300 мест. В день «премьеры» проходило два сеанса, на следующий — один. За плёнками приходилось ездить в Самару. В этом кинотеатре проходили показы таких картин как «Броненосец Потёмкин», «Ленин в Октябре» и «Ленин в 1918 году». 12 мая 1935 года и в Ставрополе началась эра звукового кино показом фильма «Чапаев».
После начала Великой Отечественной войны, 3 июля 1941 года в кинотеатре прошёл оборонный кинофестиваль, где показывались две новые ленты «Богдан Хмельницкий» и «Фронтовые подруги».
В 1947 году решением ставропольского райисполкома кинотеатру было присвоено имя «Буревестник». Оригинальное здание было разобрано при переносе города при затоплении.
В заново отстраивавшемся городе решили построить новый просторный и современный кинотеатр. Сперва на отведённому ему месте появился первый культурный объект нового Ставрополя — летняя киноплощадка, открытая в 1954 году. В холодное же время кино показывалось в деревянном доме на улице Советской.
24 апреля 1953 областной архитектурной комиссией для будущего кинотеатра был выбран проект. Ряд краеведческих источников в качестве архитектора указывает некоего Клоде. Однако по всей стране в начале 1950-х было построено более сотни кинотеатров по типовому проекту кинотеатра/дома культуры авторства известного архитектора Зои Брод. Сохранившиеся представители этой самой массовой серии общественных зданий в истории российской архитектуры крайне похожи на здание «Буревестника». Подобные кинотеатры сохранились и в расположенных недалеко Новокуйбышевске и Ульяновске.
В любом случае это было первое капитальное здание, специально построенное как кинотеатр в Самарской области, и ныне оно считается архитектурным памятником Тольятти. Фасад выполнен в классическом стиле, украшен колоннами с ионическими капителями, внутри здания находятся балкон, колонны, балюстрады. Кинобудка построена таким образом, чтобы летом можно было показывать фильмы одновременно в зрительском зале и на летней открытой площадке. Строительные работы вело СУ № 3 Куйбышевоблстроя. Новому кинотеатру было решено оставить название кинотеатра в старом Ставрополе. Строительство началось в 1955 году, а 18 октября 1959 года был подписан акт приёмки в эксплуатацию каменного здания «Буревестника».
Новому кинотеатру было решено оставить название кинотеатра в старом Ставрополе. 18 октября 1959 года был подписан акт приёмки в эксплуатацию каменного здания «Буревестника». Летняя площадка действовала вместе с капитальным кинотеатром вплоть до 1972 года
К началу XXI века здание очень сильно обветшало и ремонту уже не подлежало. Была проведена капитальная реконструкция с использованием современных технологий и сохранением исторического облика здания.
Были установлены кинопроектор Prevost P/93 LAH, звуковой процессор Dolby Digital Surround EX с фронтальной акустикой Kelonik Cinema Sound, экран Oray и 236 новых комфортных кресел. Также имелись кинокафе на 36 мест на втором этаже и барная стойка в холле. Первый киносеанс в новом качестве состоялся 1 ноября 2002 года. Кинотеатр был однозальный, но весьма популярный у горожан. После закрытия кинотеатра «Космос» «Буревестник» долгое время оставался единственным кинотеатром в Центральном районе, но в начале лета 2008 года кинотеатр прекратил свою работу.
Спустя несколько лет простоя в здании кинотеатра открылся муниципальный культурный центр.